# Beijing EX3

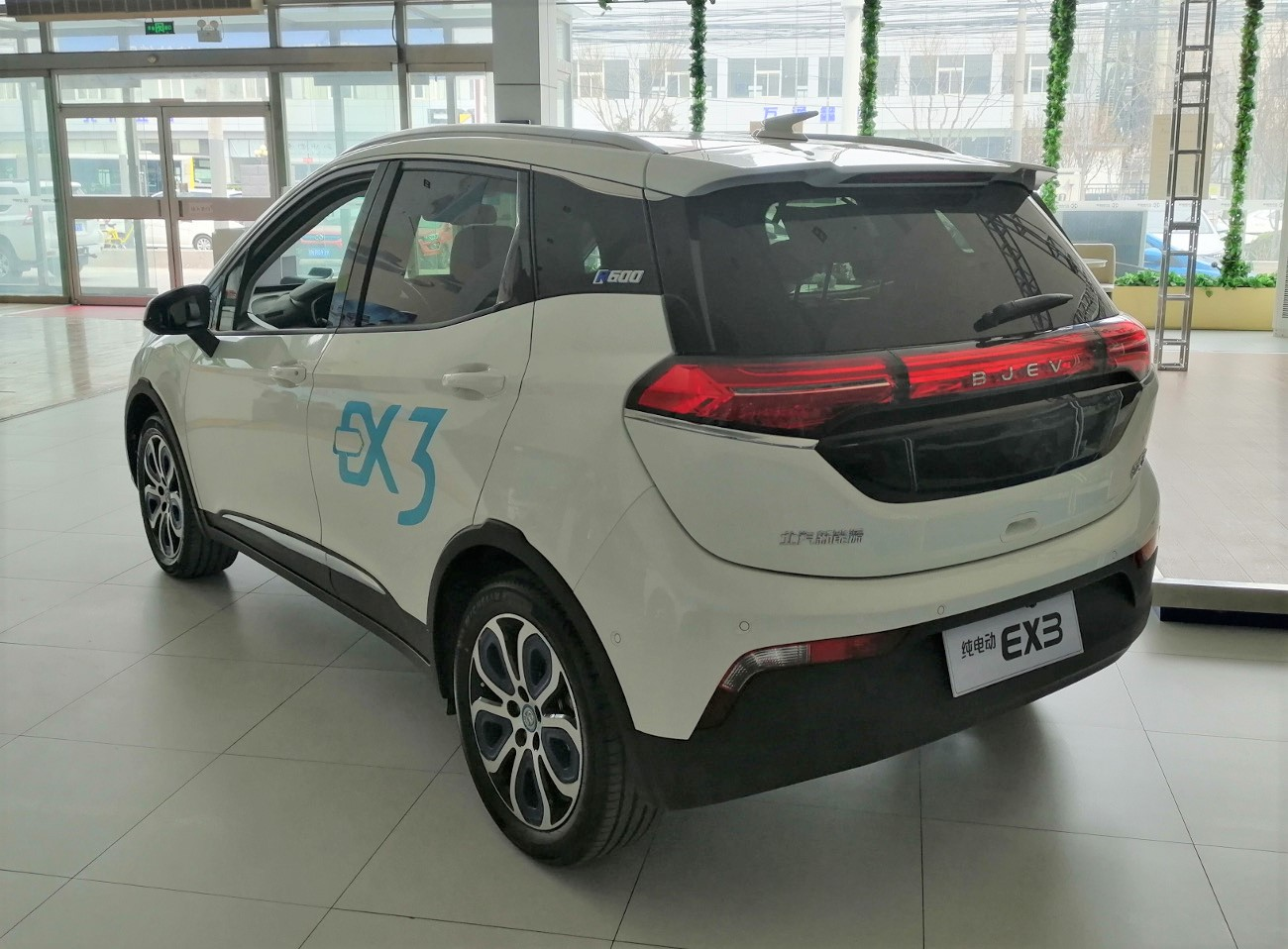
Heckansicht

Der Beijing EX3 ist ein batterieelektrisch angetriebenes Crossover-SUV der chinesischen Beijing Motor Corporation. Es wurde unter der Marke Beijing verkauft.

## Geschichte
Einen ersten Ausblick auf das Fahrzeug wurde im April 2018 auf der Beijing Auto Show mit dem Beijing EX3 Concept gezeigt. Das Serienmodell wurde im November 2018 auf der Guangzhou Auto Show präsentiert und wurde ab Mai 2019 in China verkauft.

## Technische Daten
Angetrieben wird der Wagen von einem 160 kW (218 PS) starken Permanentmagnet-Synchronmotor. Ein Lithium-Ionen-Akkumulator von CATL mit einem Energieinhalt von 61,3 kWh ermöglicht eine Reichweite nach NEFZ von 501 km. Im Februar 2020 wurde noch eine Version mit einem kleineren Akkumulator vorgestellt. Sie hat eine Reichweite nach NEFZ von 421 km.
|                            | R500                          | R600                          |
| -------------------------- | ----------------------------- | ----------------------------- |
| Bauzeitraum                | 02/2020–01/2022               | 05/2019–01/2022               |
| Motorkenndaten             |                               |                               |
| Motorart                   | Permanentmagnet-Synchronmotor | Permanentmagnet-Synchronmotor |
| max. Leistung              | 160 kW (218 PS)               | 160 kW (218 PS)               |
| max. Drehmoment            | 300 Nm                        | 300 Nm                        |
| Kraftübertragung           |                               |                               |
| Antrieb                    | Vorderradantrieb              | Vorderradantrieb              |
| Getriebe                   | Feste Übersetzung             | Feste Übersetzung             |
| Messwerte                  |                               |                               |
| Höchstgeschwindigkeit      | 150 km/h                      | 150 km/h                      |
| Beschleunigung, 0–100 km/h | 7,9 s                         | 7,9 s                         |
| Batterie                   | 52,6 kWh                      | 61,3 kWh                      |
| Reichweite nach NEFZ       | 421 km                        | 501 km                        |